# Gli artigli di Griffard
Gli artigli di Griffard è un  mediometraggio muto italiano del 1913 diretto e interpretato da Vitale De Stefano.